# موسى ساندرز
موسى ساندرز (بالإنجليزية: Moses Sanders)‏ (26 سبتمبر 1873 ببرستون في المملكة المتحدة - 1 يناير 1941) هو لاعب كرة قدم بريطاني (وحمل سابقاً جنسية المملكة المتحدة لبريطانيا العظمى وأيرلندا) في مركز الوسط. لعب مع بريستون نورث إيند ونادي أرسنال ونادي كرو ألكساندرا ونادي دارتفورد وأكرينغتون.